# Catalina Mayoral Arroyo

## Catalina Mayoral Arroyo
Catalina Mayoral Arroyo (Madrid, 9 novembre 1901 - Barcelona, 30 gener 1993) Fou una llevadora i infermera republicana. Militant del PCE i de la UGT, va patir la presó i la repressió franquista.

## Biografia
Catalina Mayoral Arroyo va cursar estudis de llevadora a la Universitat de Madrid durant els anys 1923-24 i 1924-25, juntament amb la carrera de practicant, amb qualificacions excel·lents. Aleshores la carrera de llevadora era exclusivament femenina. Inscrita al Col·legi Oficial de Llevadores amb el número 131, va ser funcionària del Cos de Presons, primer a València i més tard a Madrid, on el novembre de 1933 va atendre el primer part que es va produir a la Presó de las Ventas, mitja hora després de ser inaugurada per la directora general d'Institucions Penitenciàries Victòria Kent. Aquest fet quedà immortalitzat pel fotògraf Alfonso Sánchez García en El Mundo gráfico. El 1935 Mayoral va formar part, amb el número 28, del Cos d'Instructores Sanitàries i Visitadores de Madrid, creat el 1934 per Mercedes Milá Nolla. La seva missió era l'estudi de les condicions socioeconòmiques, familiars i sanitàries en els àmbits rurals, la difusió de mesures correctes d'higiene i alimentació i la prevenció de malalties infeccioses, especialment la tuberculosi i les malalties venèries. El 1937 fou nomenada Profesora de partos, amb un complement de sou de 150 pessetes, en atenció a l'excés de feina que acumulava.
Acabada la guerra Guerra Civil amb la derrota de la República, es va iniciar la repressió política i la depuració total del funcionariat estatal. El col·lectiu de les llevadores va ser especialment maltractat, ja que llurs coneixements d'anatomia i control del cos femení, les feien sospitoses de propagar mètodes anticonceptius i provocar avortaments. Mayoral va ser detinguda i se li van obrir dues causes: d'una d'elles va ser absolta, però a l'altra se la va acusar de pertinença al Partit Comunista i UGT, ser «la ma dreta» de Dolores Ibárruri, amiga del ministre de sanitat Jesús Hernández i espiar els funcionaris de dretes des del seu càrrec d'inspectora dels Dispensaris Infantils de Castella i la Manxa. Diverses persones van declarar en contra seva. Es va salvar de la pena de mort, gràcies al testimoni del marit de Matilde Pompey, una presa de dretes durant la Repùblica, que va testimoniar que Mayoral havia salvat la vida de la seva esposa i li havia donat 500 ml. de la seva pròpia sang després d'una greu hemorràgia en el part, a més d'admetre que tenia un comportament humanitari amb les preses.
El 19 desembre 1939 va ser sentenciada a dotze anys i un dia de reclusió per auxilio a la rebelión. A la Presó de las Ventas va coïncidir amb María de la Purificación de la Aldea, Trinidad Gallego, Soledad Ruíz Hernando (condemnada inicialment a mort i commutada) Josefa Martínez López (morta a la presó) i altres llevadores que, durant la seva reclusió, van intentar millorar la precària assistència sanitària de què disposaven les preses.
El 28 novembre 1941, mentre estava empresonada, va ser citada pel tribunal de depuracions i en no presentar-s'hi, va ser cessada de l'escalafó de funcionaris públics, segons consta en un document signat per Antonio Carrasco Cobo, secretari del Tribunal Regional de Responsabilitats Polítiques de Madrid. No va ser fins al 1962, quan residia a Barcelona, que va sol·licitar al degà de la Facultat de Medicina de Madrid la actualització del seu títol de practicant. Va morir el gener de 1993.